# Oupa Mohojé
Pas d'image ? Cliquez ici

a Compétitions nationales et continentales officielles uniquement.

b Matchs officiels uniquement.
Dernière mise à jour le 9 octobre 2016.
Teboho Stephen 'Oupa' Mohojé (né le 3 août 1990 au QwaQwa) est un joueur international sud-africain de rugby à XV, qui joue au poste de troisième ligne ou deuxième ligne. Représentant l'État libre d'Orange sous les couleurs des Free State Cheetahs en Currie Cup, il évolue également avec les Cheetahs en Super Rugby.

## Biographie
Il joua pour les Free State Cheetahs en moins de 18 ans en 2007-08, puis pour les moins de 21 ans en 2010-11. 
Il rejoignit les Griffons en 2012.
En 2013 il retourne aux Free State Cheetahs pour disputer la Vodacom Cup.
En 2014, il dispute pour la première fois le Super Rugby, avec la franchise des Cheetahs, disputant dix rencontres et inscrivant un essai. La sixième suivante, il dispute six rencontres, puis neuf en 2016.

## Carrière internationale
En mai 2014, Mohojé est l’un des huit nouveaux appelés chez les Springboks pour préparer les matchs internationaux du milieu de l'année.
En 2016, Mohojé il est sélectionné pour l’équipe d’Afrique du Sud A qui joue contre les Saxons anglais, et en devient le capitaine.
Par la suite, il est retenu dans l’équipe des Springboks pour disputer le Rugby Championship 2016.